# 3191 Сванетія
3191 Сванетія (3191 Svanetia) — астероїд головного поясу, відкритий 22 вересня 1979 року.
Тіссеранів параметр щодо Юпітера — 3,295.
Названо на честь Сванетії (Сване́ті, груз. სვანეთი) — історичної гірської області на північному заході Грузії.